# Sloboda-Șarhorodska, Șarhorod
Sloboda-Șarhorodska (în ucraineană Слобода-Шаргородська) este localitatea de reședință a comunei Sloboda-Șarhorodska din raionul Șarhorod, regiunea Vinnița, Ucraina.

## Demografie
Componența lingvistică a localității Sloboda-Șarhorodska
     Ucraineană (99,34%)
     Alte limbi (0,66%)
Conform recensământului din 2001, majoritatea populației localității Sloboda-Șarhorodska era vorbitoare de ucraineană (99,34%), existând în minoritate și vorbitori de alte limbi.